# DFB-Futsal-Cup 2014
Der DFB-Futsal-Cup 2014 war die neunte Auflage des DFB-Futsal-Cups, der deutschen Meisterschaft im Futsal. Die Endrunde fand in der Zeit vom 15. März bis 5. April 2014 statt. Sieger wurde Nafi Stuttgart.

## Teilnehmer
Für den DFB-Futsal-Cup qualifizierten sich die Meister der fünf Regionalverbände des DFB. Dazu kamen drei Vizemeister.
| Platz | Nord             | West                 | Südwest     | Süd            | Nordost                     |
| 1     | TSB Flensburg    | UFC Münster          | FV Diefflen | Nafi Stuttgart | VfL 05 Hohenstein-Ernstthal |
| 2     | Hamburg Panthers | Holzpfosten Schwerte |             |                | FC Viktoria Berlin          |

## Spielplan

### Viertelfinale
Gespielt wurde am 15. März 2014.
|                             | Ergebnis |                      |
| --------------------------- | -------- | -------------------- |
| UFC Münster                 | 5:1      | TSB Flensburg        |
| VfL 05 Hohenstein-Ernstthal | 2:3      | Holzpfosten Schwerte |
| FV Diefflen                 | 3:9      | FC Viktoria Berlin   |
| Nafi Stuttgart              | 9:6      | Hamburg Panthers     |

### Halbfinale
Gespielt wurde am 22. März 2014.
|                      | Ergebnis |                    |
| -------------------- | -------- | ------------------ |
| UFC Münster          | 3:6      | Nafi Stuttgart     |
| Holzpfosten Schwerte | 7:1      | FC Viktoria Berlin |

### Finale
Gespielt wurde am 5. April 2014 in der Iserlohner Hemberg-Sporthalle.
|                      | Ergebnis |                |
| -------------------- | -------- | -------------- |
| Holzpfosten Schwerte | 3:5      | Nafi Stuttgart |